# Simon Frisius
Pour les articles homonymes, voir Frisius.
Simon Wynhoutsz de Vries, dit Simon Frisius, Frisius ou Phrysius (c. 1575-1628) est un graveur et maître écrivain actif à Paris et dans les Provinces-Unies.

## Biographie
Né à Harlingen dans la Frise, il passe d'abord à Rouen, travaillant pour les Chartreux à graver des images dévotes. Son compatriote Pieter van den Keere, aussi graveur, allant des Flandres à Paris pour travailler avec Guillaume Le Gangneur, le prend en charge et lui paye un voyage à Paris, effectué en 1595 au plus tard. Frisius ayant eu vent des projets de Van den Keere, il va trouver Le Gangneur et signe avec lui un marché pour la gravure de ses exemples calligraphiques, circonvenant ainsi Van den Keere.
Il met environ trois ans à graver les trois volumes de Le Gangneur ; un procès intervient ensuite entre Le Gangneur et Frisius à propos de la qualité du travail, de la propriété des planches de cuivre et de l'emprunt que Frisius aurait fait à Le Gangneur de quelques exemples d'écriture... pour les publier sous son nom. Le 7 octobre 1600, après un appel interjeté par les deux parties, le Parlement décide que les planches appartiendraient à Le Gangneur et que celui-ci pourrait exclusivement les faire imprimer le temps de son privilège. Elles sont revenues ensuite à Frisius, qui les a vendu à Jean IV Leclerc.
À la même époque, Frisius grave également les recueils d'exemples de plusieurs maîtres écrivain : deux pour Jean de Beaugrand, un pour Pierre Le Bé et un autre pour Robert Vignon, ainsi que quelques recueils d'exemples tracés de sa main, qui sont édités à des dates non connues (entre 1600 et 1605 probablement, avec des rééditions plus tardives jusque vers 1615).
En 1605 au plus tard, Frisius regagne les Provinces-unies et grave le recueil d'exemples intitulé Spiegel der Schrijskonste de Jan van den Velde paru à Rotterdam. Il est ensuite à Amsterdam vers 1610, y grave son propre recueil Lusthof der Schrijf-Konste, enfin celui de David Roelands en 1617. Mais les exemples calligraphiques deviennent vite une part mineure de son activité : il se consacre essentiellement aux estampes. Entre 1608 et 1621, il travaille en effet pour plusieurs éditeurs d'estampes, dont Hendrik Hondius I pour qui il produit plus de 200 planches.
Il serait revenu en France en 1620 comme agent commercial du duc Jean-Ernest Ier de Saxe-Weimar et y aurait peut-être rencontré le graveur Abraham Bosse, qui admirait sa maîtrise de la technique de l'eau-forte. Frisius est mort à La Haye en 1628.
Il est un contemporain de Baruch Spinoza, dont il était ami, à en croire la conclusion rédigée en hollandais par le philosophe de l'Ethique dans son Court Traité de Dieu, de l'homme et de la béatitude.

## Recueil d'exemples tracés et gravés de sa main

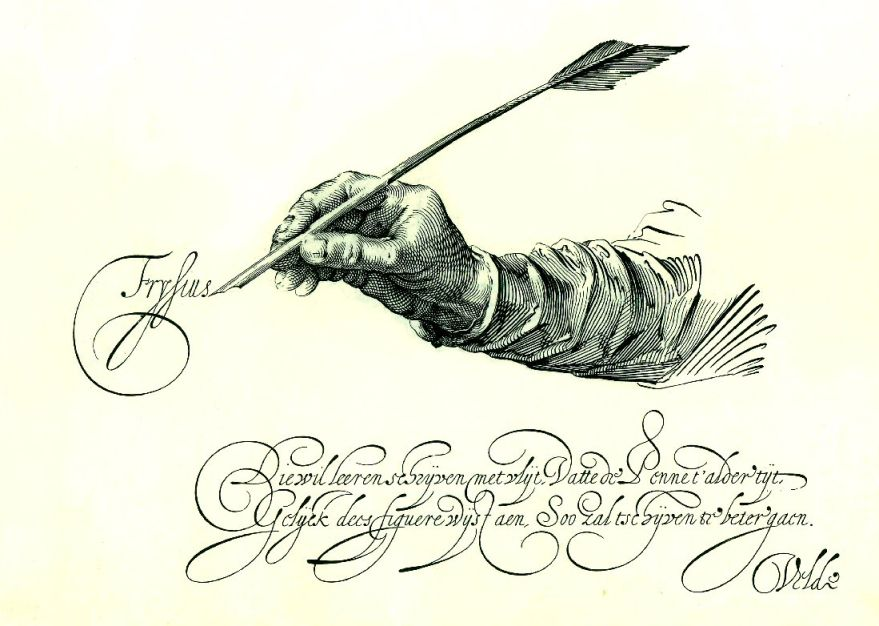
Gravure de Frisius au début du Spiegel der Schrijfkunste de Jan van den Velde, 1605.

Toutes ces éditions sont décrites en détail dans Meyer p. 304-310.
- Le Miroir de l'escriture françoyse et italienne représentans plusieurs disticques sentencieux utiles et nécessaire à la jeunesse pour apprendre à bien escrire. Paris : Jean le Clerc, 1615. 4° obl., 30 pl. gravées par Frisius, titre gravé par Léonard Gaultier. Paris BNF (Est.). Quelques pl. sont à Amiens BM : M 2701/9. Cf. Meyer 2006 n°  7.
- Jardin de l'Escriture italienne de differentes sortes de lettres, fort facile pour les bien apprendre à escrire... Paris : Jean Le Clerc, [ca. 1615]. 4° obl., 17 pl. gravées par Frisius avant 1600. Paris BNF (Est.). Quelques pl. sont à Amiens BM : M 2701/9. Cf. Meyer 2006 n° 8.
- [Page de quatre alphabets]. Planche gravée au plus tard en août 1600, puis vendue à Jean de Beaugrand. Paris BNF (Est.). Cf. Meyer 2006 n° 9.
- Orthopédie, escriture pour apprendre à bien escrire selon le moyen de plus propre; tant en lettre italienne qu'en lettre françoise. Paris : Pierre Mariette [1638 au plus tôt]. 4° obl., 20 pl. gravées par Frisius, titre gravé en rond dans une couronne de fleurs. Paris BNF (Est.) : Kb 31. Cf. Meyer n° 10.
- Lettres minuscules italiene [sic]... 4° obl., 24 pl. gravées par Frisius au plus tard en août 1600. Paris BNF (Est.) : Kb 31. Cf. Meyer 2006 n° 11.
- Lust-hof der Schrijf-konste gheschreven ende ghesneden door Symon de Vries, van Harlingen. Amsterdam : Willem Janszoon, 1610. 4° obl., 14 pl. London NLA, Paris BNF (Est.). Croiset 2005 p. 27-28. Fac-similé Miland, 1971. Une planche reproduite dans Mediavilla 1993 p. 216. Plusieurs planches sont clairement inspirées du travail de Jean de Beaugrand (cf. Meyer 2006 n° 13).